# Rolf Bergroth
Rolf Johannes Bergroth, född 4 augusti 1909 i Åbo, död 28 januari 1995 i Helsingfors, var en finländsk pianist. Han var gift med teaterkritikern Sole Uexküll.
Bergroth var verksam som musikpedagog vid Sibelius-Akademin 1941–1978. Han skördade lagrar som solist vid egna konserter och symfonikonserter såväl i Finland som i flera andra europeiska länder och tilldelades Pro Finlandia-medaljen 1968. Han publicerade även essäer.

## Utmärkelser
- Officer av Akademiska palmen,  1949[1]
- Pro Finlandia-medaljen av Finlands Lejons orden,  1968[1]

[Redigera Wikidata]